# Френк Пол

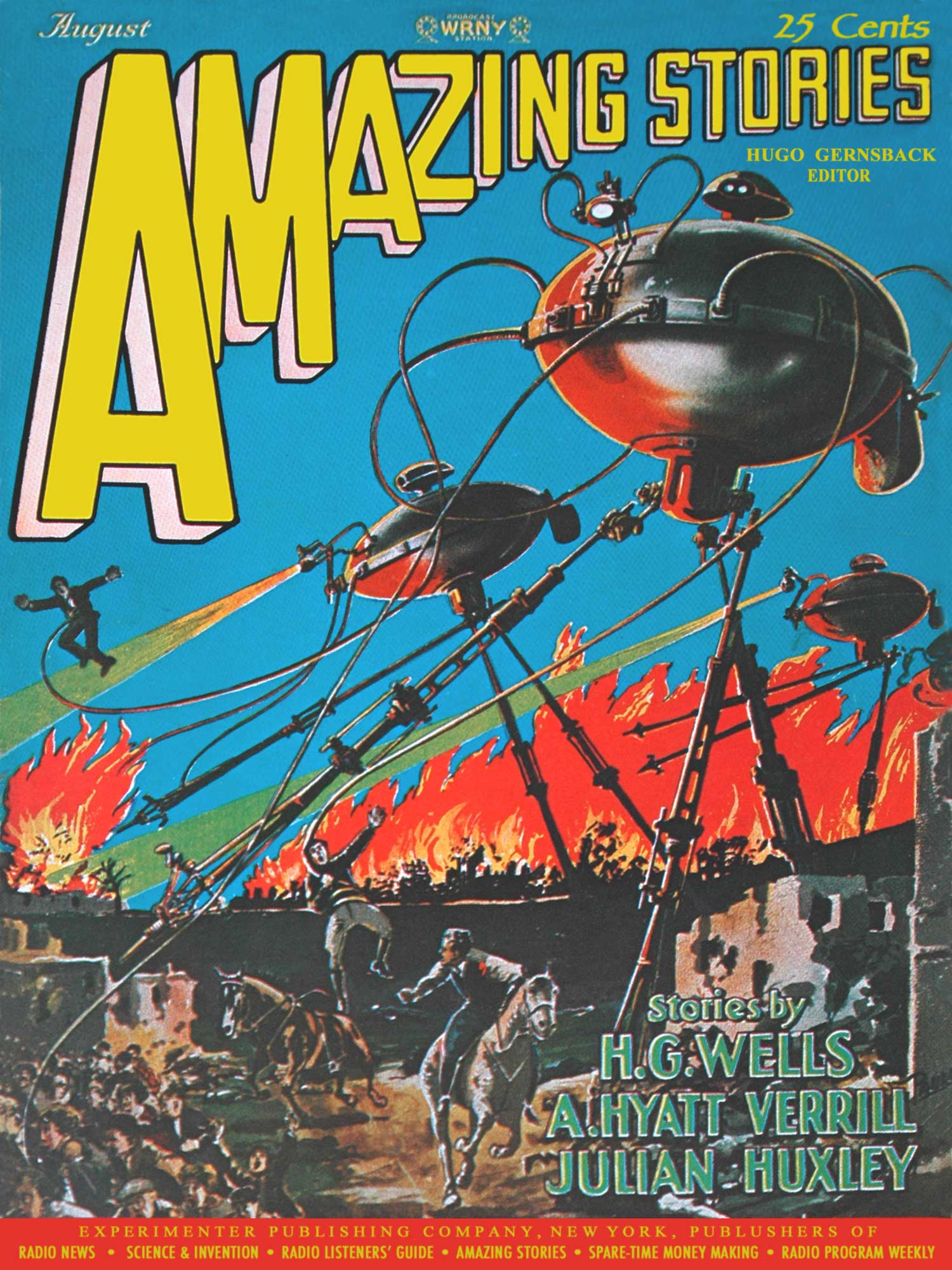
Обкладинка Пола для «Дивовижних історій», серпень 1927 року, яка ілюструє «Війну світів»

Франк Рудольф Пол (англ. Frank R. Paul, Німецька: [paʊl]; при народженні Rudolph Franz Paul; 18 квітня 1884 — 29 червня 1963) — американський ілюстратор пульпових журналів у сфері наукової фантастики.
Відкриття редактора Г'юго Гернсбека, Пол вплинув на визначення зовнішнього вигляду як обкладинок, так і внутрішніх ілюстрацій у науково-фантастичних пульп-журналів, що зароджувалися, у 1920-х роках.
У 2009 році його ввели в Зал слави наукової фантастики.

## Життєпис
Пауль народився 18 квітня 1884 року в Радкерсбурзі, Австро-Угорщина. Його батько був з Угорщини, а мати з Чехії. 1906 року емігрував до США. 1913 року він одружився з Рудольфою Коста Рігельсен, бельгійською іммігранткою,, і у них було четверо дітей: Роберт С. Пол (народився в 1915 році), Френсіс Л. Пол (народився в 1919 році), Джоан С. Пол (народився в 1921 році) і Патриція Енн Пол (нар. 1929). Вивчав мистецтво у Відні, Парижі та Нью-Йорку. Він пішов працювати в Джерсі Джорнал, займаючись графічним дизайном. 1914 року видавець Г'юго Гернсбек найняв його для ілюстрації наукового журналу The Electrical Experimenter.
29 червня 1963 року він помер у своєму будинку в Тінеку, Нью-Джерсі.

## Праці
Роботи Пола характеризуються драматичними композиціями (часто задіяними величезними машинами, роботами чи космічними кораблями), яскравими або навіть кричущими кольорами та обмеженою можливістю зображення людських облич, особливо жіночих. У його роботах також помітна його рання архітектурна освіта.
Пол проілюстрував обкладинку власного роману Гернсбека «Ральф 124C 41+: роман року 2660» (Stratford Company, 1925), спочатку серії 1911—1912 років. Він намалював 38 обкладинок для Емейзін сторіс (Amazing Stories) з квітня 1926 по червень 1929 року та сім для Емейзін сторіз аннуал (Amazing Stories Annual) і Кватерли (Quarterly); з декількома десятками додаткових випусків із зображенням його мистецтва на задній обкладинці (травень 1939 р. — липень 1946 р.), а також кількома випусками з квітня 1961 р. по вересень 1968 р. із зображенням нових або відтворених творів мистецтва. Після того, як у 1929 році Ґернсбек втратив контроль над Емейзін сторіз, Пол пішов за ним до журналів Вандер сторіс (Wonder Stories) та пов'язаних із ними квартальників, які опублікували 103 його кольорові обкладинки з червня 1929 по квітень 1936 року. Пол також малював обкладинки для Планет Сторіз (Planet Stories), Суперворд Сторіз (Superworld Comics), журналу Сайнс Фікшн (Science Fiction) і першого випуску (жовтень-листопад 1939) Marvel Comics. В останньому були дебюти Людини-факела і Неймора, а хороші копії продаються на аукціоні за двадцять-тридцять тисяч доларів. Загалом кількість обкладинок його журналів перевищує 220.
Його найвідоміша обкладинка Емезінґ сторіз, мабуть, за серпень 1927 року (див. зображення), ілюструє «Війну світів» Герберта Веллса, серійне перевидання якої почалося в цьому номері.
Пол створив сотні ілюстрацій інтер'єру не пізніше 1920 року.
Величезним компендіумом і першою коли-небудь опублікованою збіркою, яка демонструє багато кольорових наукових робіт Пола є художній твір «З Пера Пола: Фантастичні образи Френка Р. Пола» за редакцією та вступом Стівена Коршака з передмовою сера Артура К. Кларка є (колекція Коршака).

## Вплив на жанр
У багатьох відношеннях досягнення та вплив Френка Р. Пола на цю сферу протягом століть неможливо переоцінити. Його робота з'явилася на обкладинці першого номеру (квітень 1926) журналу Емейзін сторіс, першого журналу, присвяченого науковій фантастиці. Він малював усі обкладинки понад три роки. Ці бачення роботів, космічних кораблів і прибульців були представлені Америці, де більшість людей навіть не мали телефону. Справді, це були перші науково-фантастичні образи, які побачили Рей Бредбері, Артур Кларк, Форрест Акерман та інші, які здобули велику популярність у цій галузі.
Акцент Пола на концепції, дії та середовищі, а не на людських фігурах, залишався визначальним жанровим сигналом науково-фантастичного мистецтва, навіть якщо його виконували наступники з більшою технічною майстерністю та більшою глибиною художнього бачення. Візуальна мова більшості мистецьких центрів НФ, навіть сьогодні, є витонченішими версіями центральних тропів Пола.
Премію Френка Р. Пола, названу на його честь, присуджувала Нешвіллська асоціація наукової фантастики з 1976 по 1996 рік таким видатним художникам, як Френку Келлі Фрісу, Алексу Шомбургу і Вікторії Пойзер.

## Перші

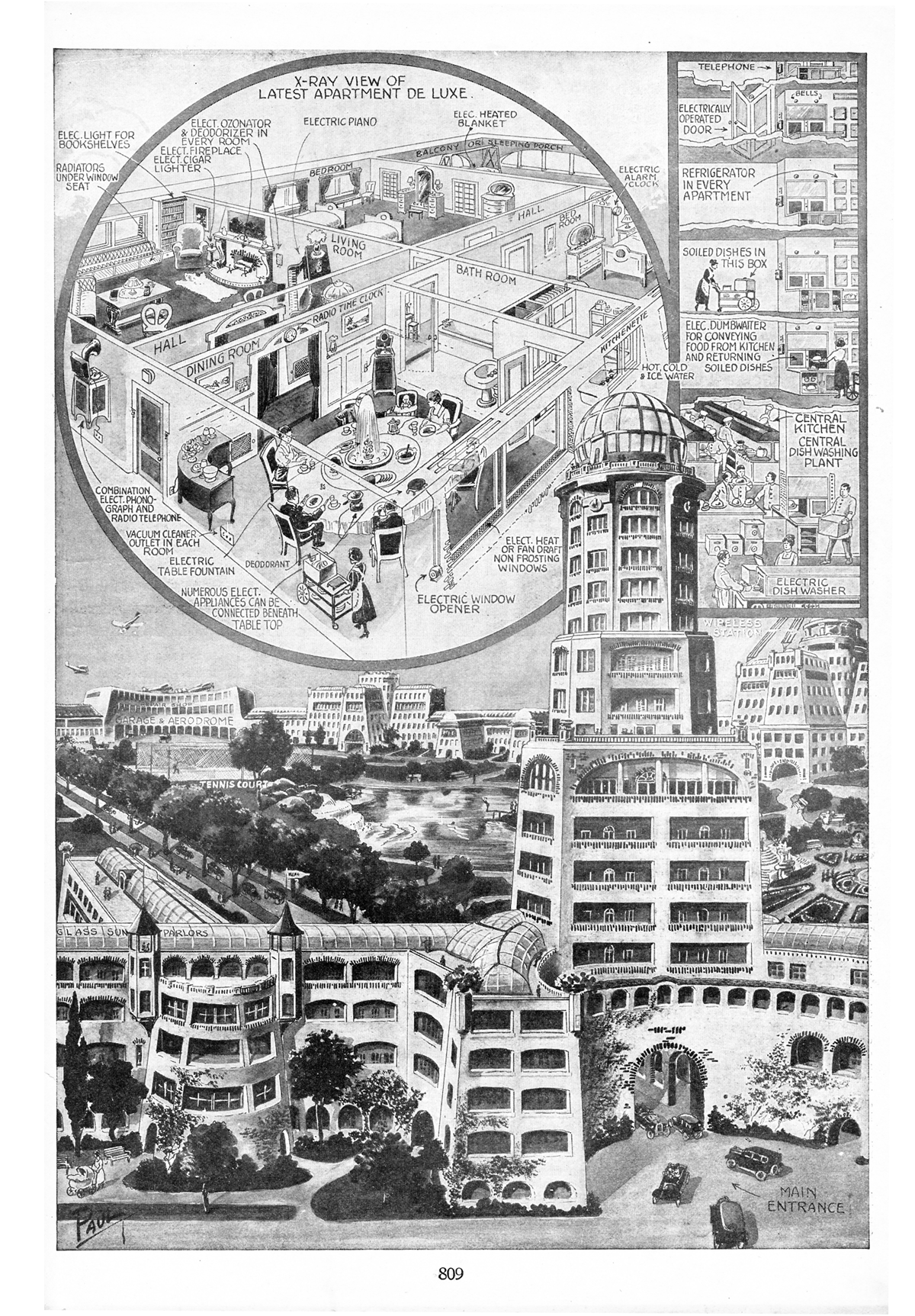
Ілюстрація ранньої історії в «Науці та винахідництві» Ґернсбека (січень 1922 р.)

Френку Полу можна приписати першу кольорову картину космічної станції (серпень 1929 року, Вандер сторіс), опубліковану в США. Його обкладинка для листопаду 1929 року Вандер сторіс була раннім, якщо не найранішим зображенням літаючої тарілки. Ця картина з'явилася майже за два десятиліття до того, як Кеннет Арнольд побачив таємничі літаючі об'єкти. Він був настільки відомим, що він був єдиним почесним гостем на першій Всесвітній конвенції наукової фантастики в 1939 році. Його описують як першу людину, яка заробляла на життя малюванням космічних кораблів; це невелике перебільшення, оскільки більша частина його доходу також була отримана від технічного малювання. Він також був художником обкладинки коміксів Marvel № 1 (жовтень 1939), першого в історії коміксів Marvel, і став добре відомим завдяки своїй роботі.
Він був дуже новаторським у зображенні космічних кораблів. Кілька його ілюстрацій мали форму диска, і було припущення, що він, можливо, випадково створив захоплення НЛО, коли вперше побачене світло в небі було описано як дископодібне; це було б результатом психологічного феномену, відомого як ментальна установка.